# Юлиана София Датская
Юлиа́на Софи́я Да́тская (дат. Juliane Sophie af Danmark; 18 февраля 1788, Копенгаген, Королевство Дания — 9 мая 1850, там же) — принцесса из дома Ольденбургов, дочь наследного принца Дании и Норвегии Фредерика. Супруга ландграфа Вильгельма; в замужестве — ландграфиня  Гессен-Филипсталь-Бархфельда.

## Семья и ранние годы
Родилась во дворце Амалиенборг (по другим данным во дворце Кристиансборг) в Копенгагене 18 февраля 1788 года. Она была старшей дочерью и вторым выжившим ребёнком наследного принца Дании и Норвегии Фредерика и Софии Фредерики Мекленбург-Шверинской, герцогини из Мекленбургского дома. По отцовской линии приходилась внучкой королю Дании и Норвегии Фредерику V и Юлиане Марие Брауншвейг-Вольфенбюттельской, принцессе из дома Вельфов. По материнской линии была внучкой наследного принца Мекленбург-Шверина Людвига и Шарлотты Софии Саксен-Кобург-Заальфельдской, принцессы из Эрнестинской ветви дома Веттинов. 
Юлиана София была младшей сестрой короля Дании и Норвегии Кристиана VIII и старшей сестрой ландграфини Гессен-Касселя Луизы Шарлотты и кронпринца Дании и Норвегии Фредерика Фердинанда. Первое имя она получила в честь бабки по отцовской линии. Существует предположение, что фактическим отцом детей наследного принца был его адъютант Фредерик фон Блюхер. В письме короля Фредерика VI мужу сестры — герцогу Шлезвиг-Гольштейн-Зондербург-Августенбурга Фредерику Кристиану II от 1805 года есть следующие слова об адъютанте кронпринца: «...мой дядя слишком ценит создателя четырёх восхитительных принцев и принцесс для того, чтобы захотеть отослать его».
Раннее детство принцессы прошло во дворце Кристиансборг. Летней резиденцией семье кронпринца служил дворец Соргенфри. Когда в 1794 году Кристианборг уничтожил пожар, наследный принц переехал с семьёй в особняк Левецау в Амалиенборге. Вскоре после переезда, в возрасте шести лет, Юлиана София потеряла мать. Её обучение, как и других детей наследного принца, было доверено гувернёру по фамилии Зоммер. В 1803 году в капелле замка Фредериксборг она прошла конфирмацию, вместе со старшим братом и младшей сестрой.

## Бездетный брак
В дворце Фредериксборг 22 августа 1812 года Юлиана София сочеталась браком с ландграфом Гессен-Филипсталь-Бархфельда Вильгельмом (10.08.1786 — 30.11.1834), который приходился родственником датской монаршей семье. Ещё в шестилетнем возрасте он получил звание ротмистра в армии датского короля; в 1807 году был повышен до звания майора. После свадьбы ландграф был возведён в кавалеры ордена Слона и повышен до звания подполковника.
Брак не был консумирован, потому что Юлиана София отказывалась от исполнения супружеского долга из-за страха забеременеть и умереть во время родов. Несмотря на это, отношения между супругами носили спокойный характер. По понятной причине, детей в браке не было, однако современники считали его счастливым. После свадьбы супруги жили в особняке на Большой королевской улице. В этом доме 30 ноября 1834 года от тифа умер ландграф Вильгельм. Овдовев, Юлиана София жила одна, часто навещая семьи братьев. С годами она сильно располнела. Скончалась 9 мая 1850 года в родном городе. Останки ландграфини были погребены в соборе Роскилле.